# 馬諾納平臺社區與展覽館
```
43°4′18″N
 
89°22′50″W

 / 

43.07167°N 89.38056°W

 / 
43.07167; -89.38056
```

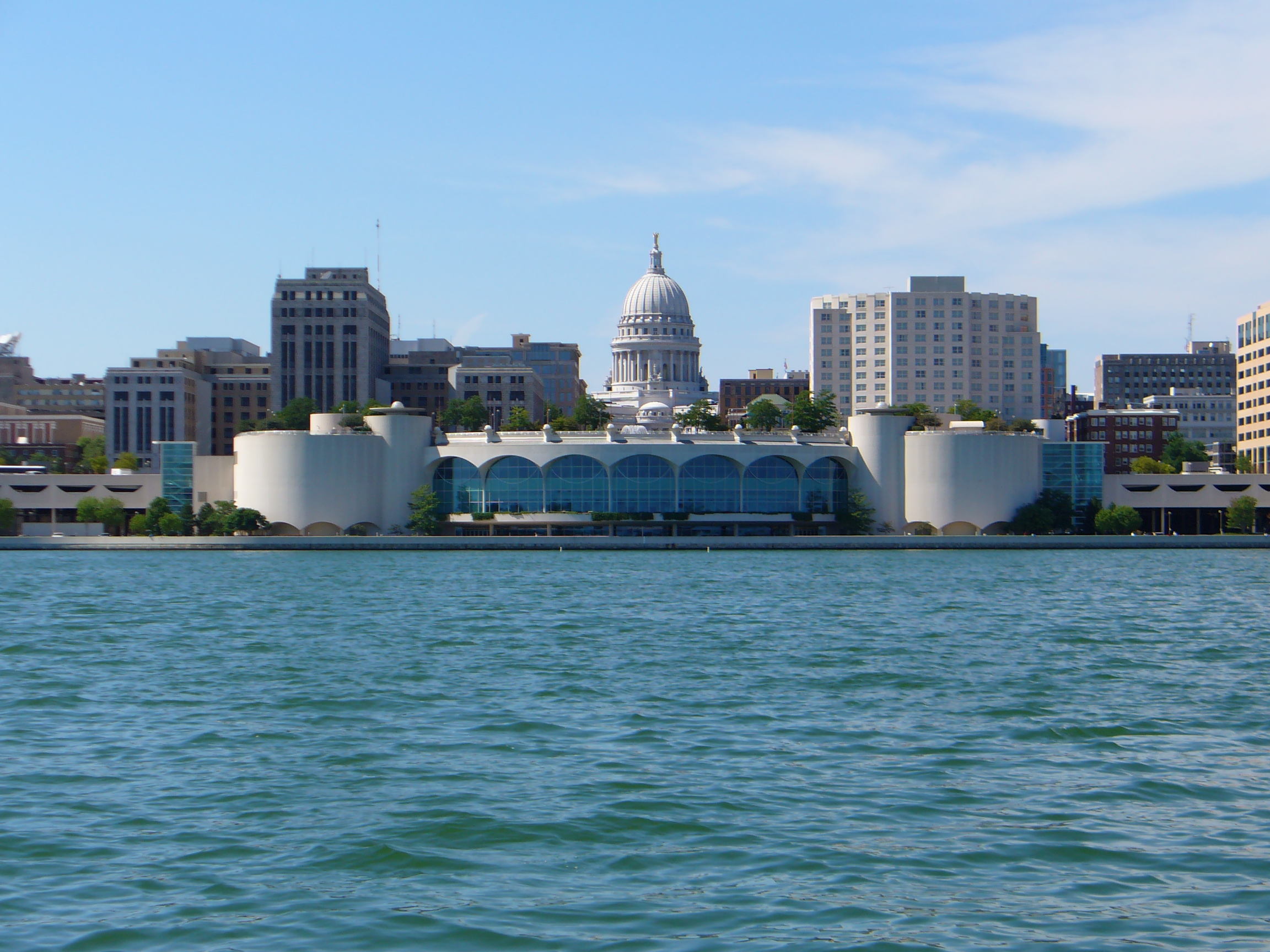
從莫諾納湖觀賞到的麥迪遜天際線，包含莫諾納平臺與背後的展覽館。

莫諾納平臺社區與展覽館（Monona Terrace Community and Convention Center），簡稱莫諾納平臺，是一處位於威斯康辛州莫諾納湖湖畔的展覽館。
由建築師法蘭克·洛伊·萊特於1938年設計。當時來特的提案經由選舉後被駁回。
一直到1959年過世前，他一直不斷爭取對此計劃的支持。
1990年麥迪遜市長保羅·撒格林重提此計劃。
此提案經過許多爭議，反對者提出許多反對意見，包括會破壞莫諾納湖周遭景觀等疑慮。

這個提案最終交付公投並通過，於兩年後開始動工。
1997年，在萊特最初的提案提出將近60年後，莫諾納平臺社區與展覽館正式開放。